# هاري ديفيد بيلك
هاري ديفيد بيلك (بالإنجليزية: Harry D. Belock)‏ (10 أبريل 1908 - 8 نوفمبر 1999) هو مهندس ومخترع إلكترونيات ورجل أعمال أمريكي.

## ولادته ونشأته
ولد في 10 أبريل من العام 1908 في مدينة نيويورك.
بيلك لم يمتلك أي شهادة جامعية واعتمد على التعليم الذاتي اكتساب المهارات والخبرات التي جعلت منه واحد من أعظم علماء الإلكترونيات.